# FC 비야클라라
FC 비야클라라(FC Villa Clara)는 쿠바 비야클라라 주의 산타클라라를 연고지로 하는 쿠바의 명문 축구 클럽이다.

## 선수 명단

### 역대
틀:캄페오나토 나시오날 데 푸트볼 데 쿠바